# Multiple Subscriber Number
Multiple Subscriber Number — usługa występująca w sieciach Integrated Services Digital Network, polegająca na tym, że do jednego zakończenia sieciowego ISDN można podłączyć kilka (co najwyżej 8) urządzeń (aparaty telefoniczne, modemy, telefaksy itp.) i przypisać każdemu z nich inny numer telefoniczny.
Zalety usługi MSN:
- Pozwala wyeliminować konieczność realizacji połączenia przy pomocy telefonistki na centrali lub za pomocą dodatkowego numeru wewnętrznego.
- Jest tańsze niż zakupienie tylu linii telefonicznych od operatora ilu jest abonentów wewnętrznych. Przykładowo mając do dyspozycji 5 numerów MSN płaci się operatorowi tylko za jedną linię ISDN i ewentualnie za 4 dodatkowe numery MSN, czyli znacznie mniej niż za 5 linii.

Wady usługi MSN:
- Na jednej linii ISDN mogą być realizowane maksymalnie dwa połączenia w danym momencie, toteż mając podłączonych nawet 8 urządzeń można używać najwyżej 2 jednocześnie.